# Crinifer
Crinifer is een geslacht van vogels uit de familie toerako's (Musophagidae).

## Soorten
Het geslacht kent de volgende soorten:
- Crinifer concolor  – Vale toerako
- Crinifer leucogaster  – Witbuiktoerako
- Crinifer personatus  – Maskertoerako
  - Crinifer personatus leopoldi
- Crinifer piscator  – Grijze bananeneter
- Crinifer zonurus  – Bandstaartbananeneter